# Strongylosoma trichonotum
Strongylosoma trichonotum är en mångfotingart som beskrevs av Carl Graf Attems 1903. Strongylosoma trichonotum ingår i släktet Strongylosoma och familjen orangeridubbelfotingar. Inga underarter finns listade i Catalogue of Life.